# マット・ワトソン
マシュー・カイル・ワトソン（Matthew Kyle Watson , 1978年9月5日 - ）は、アメリカ合衆国ペンシルベニア州出身の元プロ野球選手（外野手）。

## 経歴

### 千葉入団前
1999年のMLBドラフト16巡目でモントリオール・エクスポズに入団。2003年にニューヨーク・メッツでメジャー昇格。
2006年は3A・サクラメントで打率.317、5本塁打の好成績を残した。

### ロッテ時代
同年5月に千葉ロッテマリーンズが獲得を発表。5月23日に入団会見が行われ、背番号は19に決まった。
2006年のロッテには既に投手2人（ケビン・バーンとジャスティン・ミラー）・野手3人（ベニー、マット・フランコとヴァル・パスクチ）の5人の外国人がいたため、ワトソンの入団によって支配下外国人選手が6人になっていた。
6月2日に初めて一軍登録され、「2番・右翼手」でスタメン出場。来日第2打席で2点本塁打を放った。6月7日の中日ドラゴンズ戦（ナゴヤドーム）では、8回表に平井正史から決勝本塁打を打った。6月10日の対読売ジャイアンツ戦（千葉マリンスタジアム）では9回裏二死一塁の場面で代打で出場し、林昌範からサヨナラ二塁打を放った。7月15日の対西武ライオンズ戦（千葉マリンスタジアム）でも、9回裏二死一塁の場面で松坂大輔から右中間へサヨナラ二塁打を打った。
日本野球への高い適応力を見せたものの、シーズン終盤ではパワー不足で成績が伸び悩み、9月19日にパスクチとともに一軍登録抹消。12月時点では契約保留選手となっていた。
2007年1月5日、ロッテと年俸40万ドル＋出来高払いの1年契約で残留が決定。4月3日に右脇腹痛の福浦和也に代わり一軍昇格したが、この年は打率が2割をわずかに超える程度の不振で、ライトか指名打者でしか使えないこともありサブローの復帰後は二軍暮らしが長く続いた。オフの11月9日に戦力外通告を受けて退団が決定し、11月16日付で自由契約公示された。

### 斗山時代
2009年1月6日、韓国プロ野球・斗山ベアーズと契約した。
同年4月9日のハンファ・イーグルス戦で許維新から本塁打を放ったが、それ以降は低打率のため4月中に2軍へ降格すると、その後1軍へ昇格できず5月24日に退団となった。

### 斗山退団後
6月にニューヨーク・メッツとマイナー契約を結んだが、不振のまま7月に放出される。
その後、彼は地元・ランカスターの独立リーグ・アトランティックリーグのチーム・ランカスター・バーンストーマーズと契約を結んだ。
2010年はオークランド・アスレチックスとマイナー契約。5年ぶりにメジャーリーグ公式戦出場を果たした。その後、再び、ランカスター・バーンストーマーズと契約した。

## 選手としての特徴・人物
選球眼がよく、ボールをよく見たバッティングをする。肩は弱くはなく、ライトの守備も無難。但し、レフトの守備は著しく落ちる（なお、マリーンズではセンターを守った事は無い）。
ニックネーム（応援歌での呼び名など）は「ワティー」（ファーストネームが同じ“マシュー”で「マティー」と呼ばれたマット・フランコとの混同を避けるため）。応援歌の元曲はBEAT CRUSADERSの「FEEL」。

## 詳細情報

### 年度別打撃成績
| 年 度    | 球 団    | 試 合 | 打 席 | 打 数 | 得 点 | 安 打 | 二 塁 打 | 三 塁 打 | 本 塁 打 | 塁 打 | 打 点 | 盗 塁 | 盗 塁 死 | 犠 打 | 犠 飛 | 四 球 | 敬 遠 | 死 球 | 三 振 | 併 殺 打 | 打 率 | 出 塁 率 | 長 打 率 | O P S |
| -------- | -------- | ----- | ----- | ----- | ----- | ----- | -------- | -------- | -------- | ----- | ----- | ----- | -------- | ----- | ----- | ----- | ----- | ----- | ----- | -------- | ----- | -------- | -------- | ----- |
| 2003     | NYM      | 15    | 25    | 23    | 0     | 4     | 2        | 0        | 0        | 6     | 2     | 0     | 0        | 1     | 0     | 1     | 0     | 0     | 5     | 1        | .174  | .208     | .261     | .469  |
| 2005     | OAK      | 19    | 50    | 48    | 4     | 9     | 3        | 0        | 0        | 12    | 5     | 0     | 0        | 0     | 0     | 2     | 0     | 0     | 4     | 1        | .188  | .220     | .250     | .470  |
| 2006     | ロッテ   | 64    | 213   | 186   | 14    | 51    | 12       | 0        | 5        | 78    | 20    | 0     | 1        | 0     | 1     | 25    | 1     | 1     | 37    | 4        | .274  | .362     | .419     | .781  |
| 2007     | ロッテ   | 51    | 150   | 138   | 12    | 28    | 7        | 0        | 4        | 47    | 13    | 2     | 0        | 0     | 0     | 12    | 0     | 0     | 25    | 9        | .203  | .267     | .341     | .607  |
| 2009     | 斗山     | 10    | 42    | 38    | 3     | 7     | 1        | 0        | 2        | 14    | 6     | 0     | 0        | 0     | 0     | 4     | 1     | 0     | 5     | 1        | .184  | .262     | .368     | .630  |
| 2010     | OAK      | 12    | 33    | 30    | 2     | 6     | 2        | 0        | 1        | 11    | 4     | 0     | 0        | 0     | 0     | 3     | 0     | 0     | 5     | 0        | .200  | .273     | .367     | .639  |
| MLB：3年 | MLB：3年 | 46    | 108   | 101   | 6     | 19    | 7        | 0        | 1        | 29    | 11    | 0     | 0        | 1     | 0     | 6     | 0     | 0     | 14    | 2        | .188  | .234     | .287     | .521  |
| NPB：2年 | NPB：2年 | 115   | 363   | 324   | 26    | 79    | 19       | 0        | 9        | 125   | 33    | 2     | 1        | 0     | 1     | 37    | 1     | 1     | 62    | 13       | .244  | .322     | .386     | .708  |
| KBO：1年 | KBO：1年 | 10    | 42    | 38    | 3     | 7     | 1        | 0        | 2        | 14    | 6     | 0     | 0        | 0     | 0     | 4     | 1     | 0     | 5     | 1        | .184  | .262     | .368     | .630  |

### 背番号
- 50（2003年）
- 12（2005年）
- 19（2006年 - 2007年）
- 25（2009年）
- 26（2010年）